# Miroslava Ferancová
Miroslava Ferancová (* 8. října 1967 Olomouc) je česká politička, právnička, manažerka a úřednice, od roku 2014 zastupitelka a od roku 2022 náměstkyně primátora Olomouce, od roku 2020 zastupitelka Olomouckého kraje.

## Život
Narodila se v roce 1967 v Olomouci, poté žila ve Velkém Týnci. Maturitní zkoušku vykonala v roce 1986 na Slovanském gymnáziu. Posléze studovala práva na Právnické fakultě Masarykovy univerzity v Brně, v roce 1995 získala v oboru magisterský titul. Po studiu pracovala od září 1986 do října 2010 ve společnosti Olma, mj. jako vedoucí personálního oddělení, referentka obchodního oddělení či podniková právnička, od května 2011 do října 2014 působila na právním oddělení na magistrátu v Prostějově, od listopadu 2014 do února 2015 pracovala jako manažerka lidských zdrojů na ředitelství České pošty a od března 2015 působila ve funkci vedoucí personálního oddělení Vojenských lesů. Řadu let působila jako přísedící u okresního soudu.
K roku 2023 žila v olomoucké části Hodolany. Je vdova, její manžel Milan Feranec byl poslancem Poslanecké sněmovny.

## Politické působení
V roce 2014 se stala členkou hnutí ANO. V komunálních volbách v roce 2014 byla zvolena zastupitelkou města Olomouce, funkci poté obhájila i v komunálních volbách v roce 2018 a v komunálních volbách v roce 2022. V říjnu 2022 byla zvolena náměstkyní primátora a stranického kolegy Miroslava Žbánka, přičemž do kompetence jí byl přidělen odbor dopravy a územního rozvoje, odbor majetkoprávní a oddělení sportu a správy sportovních zařízení. V lednu 2023 se stala členkou správního orgánu Aquapark Olomouc.
V říjnu 2020 byla v krajských volbách v roce 2020 zvolena zastupitelkou Olomouckého kraje. Ve volbách v září 2024 obhájila z pozice členky hnutí ANO mandát zastupitelky Olomouckého kraje.